# Mullerthal
Mullerthal (luxembourgeois: Mëllerdall, allemand: Müllerthal) est une section de la commune luxembourgeoise de Waldbillig située dans le canton d'Echternach.
Le village a donné son nom à la région dans laquelle il se trouve, aussi appelée Petite Suisse luxembourgeoise.
Sur les hauteurs près de la localité, on trouve les ruines de la "Heringerburg", un ancien château fort. Au sud de Mullerthal, en dessous d'un petit pont, on aperçoit le "Schiessentümpel", qui est la plus haute cascade du pays
Le squelette d'un homme préhistorique a été découvert en 1935 dans un abri sous roche, l'homme de Loschbour.